# Termoplastický elastomer

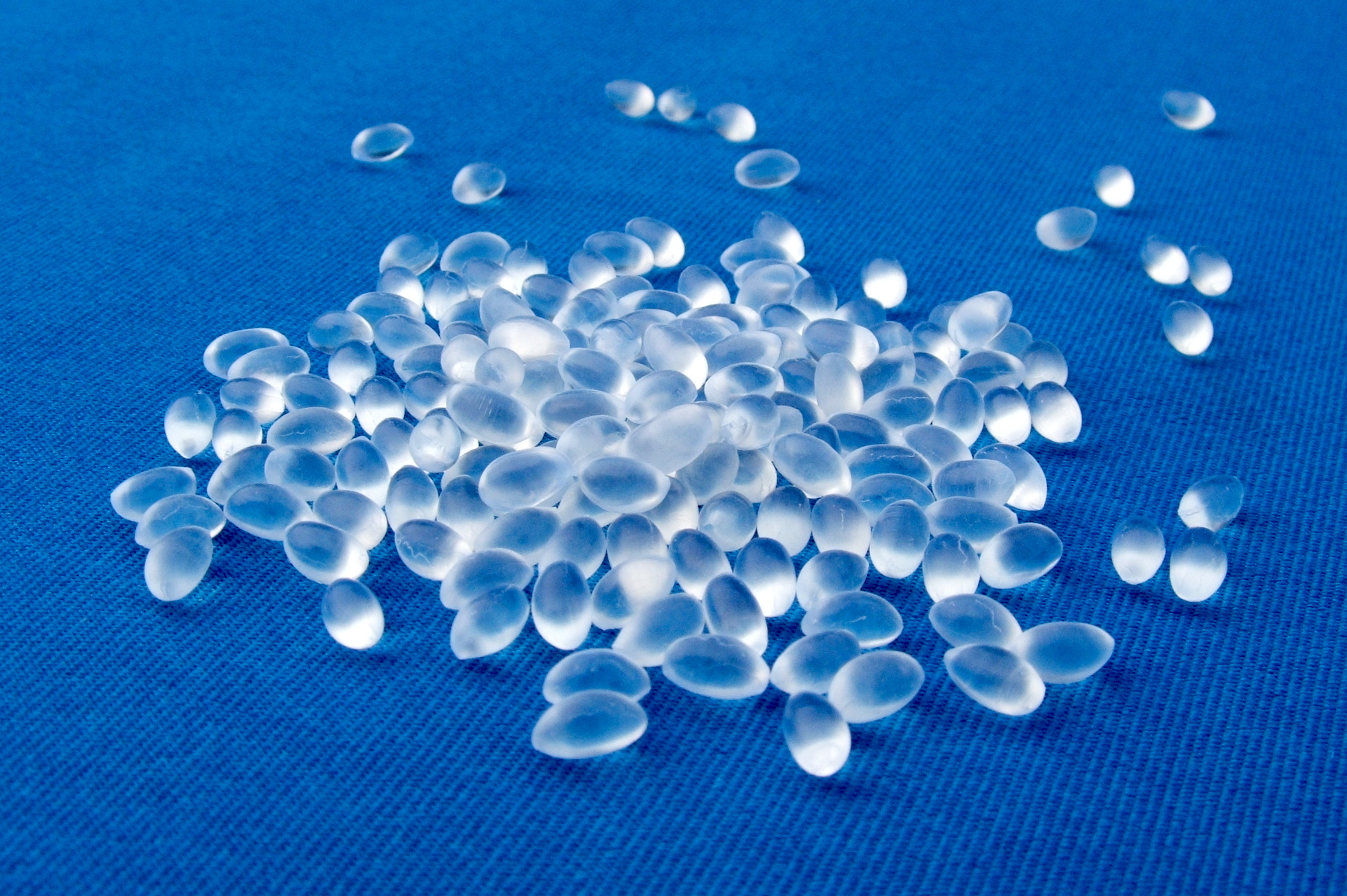
Granulky termoplastického polyuretanu (TPU)

Termoplastické elastomery jsou polymerní materiály, které mají při pokojové teplotě vlastnosti elastomeru, ale zpracovávají se jako termoplasty. Používají se jako náhrada termoplastů a vulkanizovaných kaučuků. Jsou používány pro svou vysokou houževnatost.
Jsou to materiály s měkkými i tvrdými doménami a různými teplotami zeskelnění. Vyznačují se jednodušším zpracováním, možností recyklace, citlivostí na vlhkost a rozdíly teplot při zpracovávání. Při pokojové teplotě mají vlastnosti elastomeru, ale zpracovávají se jako termoplasty. Odpadá tedy potřeba vulkanizace při zachování analogických užitných vlastností.